# Miramella rufipenne
Miramella rufipenne är en insektsart som beskrevs av Chang, K.S.F. 1940. Miramella rufipenne ingår i släktet Miramella och familjen gräshoppor. Inga underarter finns listade i Catalogue of Life.